# Gusztáv és a gazdag rokon
A Gusztáv és a gazdag rokon a Gusztáv című rajzfilmsorozat harmadik évadának harmadik epizódja.

## Rövid tartalom
Gusztáv a magát külföldi rokonnak álcázó szélhámos karmai közé kerül.

## Alkotók
- Rendezte: Jankovics Marcell
- Írta: Dargay Attila, Jankovics Marcell, Nepp József
- Zenéjét szerezte: Pethő Zsolt
- Operatőr: Neményi Mária
- Hangmérnök: Horváth Domonkos
- Vágó: Czipauer János
- Színes technika: Dobrányi Géza, Kun Irén
- Gyártásvezető: Kunz Román

Készítette a Pannónia Filmstúdió.